# Isia neocaledoniensis
Isia neocaledoniensis är en svampart som först beskrevs av C. Moreau, och fick sitt nu gällande namn av D. Hawksw. & Manohar. 1978. Isia neocaledoniensis ingår i släktet Isia, klassen Sordariomycetes, divisionen sporsäcksvampar och riket svampar.   Inga underarter finns listade i Catalogue of Life.